# MTA Nemzeti Víztudományi Program
Az MTA Nemzeti Víztudományi Program 2016-ban indult a Magyar Tudományos Akadémia Elnöksége döntése nyomán.  Célja a kormány vízügyi stratégiája, a Kvassay Jenő Terv tudományos alapjainak biztosítása és a víztudományi kutatások nemzetközi élvonalba emelése. Kiemelt feladata multidiszciplináris és gyakorlat orientált víztudományi kutatási program kidolgozása, továbbá az intézményi alapok és nemzetközi kapcsolatok erősítése, illetve támogatni a releváns tudományos műhelyek és adatbázisok integrálását.

## Felépítés
Az MTA Nemzeti Víztudományi Programot hatfős irányító testület vezeti, melyben a felszínalatti, felszíni és légköri vizek, a vízi ökoszisztémák, illetve agrárium szakértői foglalnak helyet, biztosítva az integrált szemléletet. A Testület által irányított Víztudományi Koordinációs Csoport az MTA Ökológiai Kutatóközpontban működik. Az MTA Ökológiai Kutatóközponthoz tartozik az akadémia két víztudományokkal foglalkozó intézete, a Balatoni Limnológiai Intézet, és a Duna-kutató Intézet. Az akadémia két további egyetemeknél működő releváns kutatócsoportot működtet, az MTA-BME Vízgazdálkodási Kutatócsoportot, és az MTA-ME Műszaki Földtudományi Kutatócsoportot.

## Kutatási program
A program legfontosabb eleme multidiszciplináris és gyakorlat orientált Nemzeti Víztudományi Kutatási Program kihívásai és feladatai kidolgozása, mely az MTA ÖK Víztudományi Koordinációs Csoport révén valósult meg. A kutatási program számos meglevő külföldi példa, hazai előzmény, egyezmények figyelembe vételével, a tudáshiányok szakértői és részvételi feltárása alapján készült el. A 2018-ban indult kutatás szorosan illeszkedik a kutatási program első prioritási területéhez. A „Tiszta ivóvíz: a biztonságos ellátás multidiszciplináris értékelése a forrástól a fogyasztóig” program fókuszában a Duna mentén elhelyezkedő, Budapest és környéke ivóvízellátását biztosító parti szűrésű rendszer áll. Célja a vízbázist és ivóvízbiztonságot veszélyeztető hatások vizsgálata. 

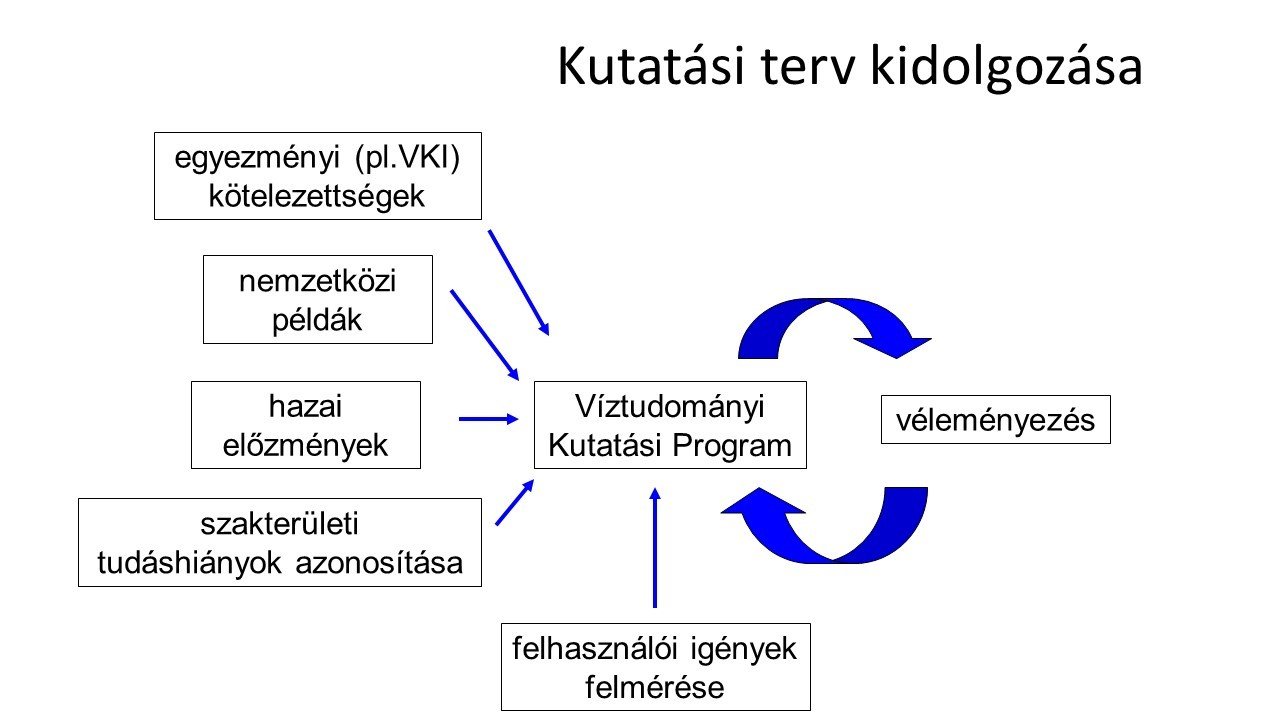
Az MTA Nemzeti Víztudományi Program forrásanyagai

A kutatási program hat fejezetre tagolódik az ENSZ által elfogadott Fenntartható Fejlődési Célok hatodik pontja struktúráját követve, mely a vízhez és a köztisztasághoz való hozzáférés biztosítását célozza meg.